# Бернье, Жозеф-Эльзеар
Жозе́ф-Эльзеа́р Бернье́ (фр. Joseph-Elzéar Bernier; 1 января 1852, Л’Иле, Квебек — 26 декабря 1934, Леви) — канадский капитан дальнего плавания, наиболее известный исследованиями в Арктике и аннексией Канадского Арктического архипелага. В 1904—1925 годах осуществил двенадцать экспедиций в полярные широты, проведя восемь зимовок, в ходе которых картографировал арктические острова, устанавливая на них знаки государственной принадлежности.
Происходил из квебекского семейства, связанного с морской торговлей, в 17-летнем возрасте стал шкипером семейной фирмы, далее командовал лесовозными судами в фирме Джеймса Гибба Росса. Получив в 20-летнем возрасте официальное удостоверение судоводителя, во время торговых плаваний пересёк Атлантику более двухсот раз, установив 11 рекордов скорости. Полярными исследованиями заинтересовался ещё в 1870-е годы, когда стал свидетелем снаряжения экспедиции Холла в Нью-Йорке. Разработку широкомасштабного плана освоения канадского сектора Арктики начал в 1895—1898 годах, когда служил начальником квебекской тюрьмы. Выйдя в отставку, до 1903 года активно продвигал свои проекты на уровне научной общественности, средств массовой информации и правительства. Из-за агрессивной арктической политики США Бернье удалось получить поддержку руководства доминиона. В 1904 году для нужд исследователя было куплено немецкое полярное судно «Гаусс», переименованное в «Арктик», на котором планировалось осуществить канадскую экспедицию к Северному полюсу. Однако далее команда Бернье была нанята канадским правительством, в 1906 году провозгласив канадский суверенитет над островом Байлот. В 1909 году исследователь провозгласил канадским владением остров Мелвилл, однако новое правительство Канады более десятилетия не интересовалось освоением Арктики. В 1912—1917 годах Бернье частным образом занимался поисками золота и торговлей мехами на Крайнем Севере. Лишь в 1922 году был воссоздан Арктический патруль, в котором четыре сезона прослужили Бернье и «Арктик» (в 1922, 1923, 1924 и 1925 годах). Мореплаватель ушёл на покой в 1928 году. В 1934 году он скончался, не дожив недели до своего 83-летия. Автобиография капитана Бернье вышла посмертно в 1939 году и несколько раз переиздавалась.

## Предыстория: капитан дальнего плавания (1852—1895)

### Генеалогия

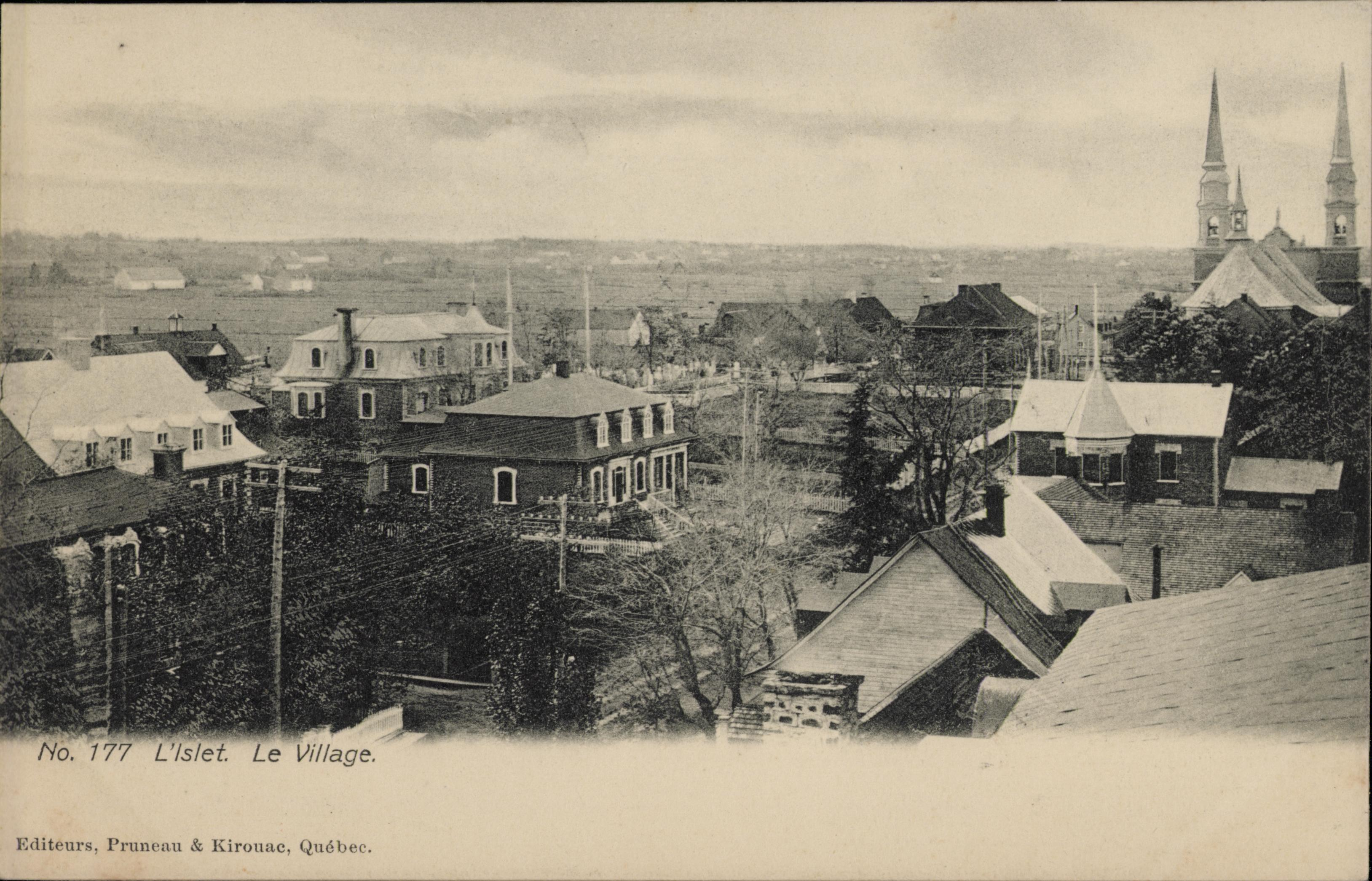
Л’Иле — малая родина Бернье на почтовой карточке начала XX века

Жозеф-Эльзеар Бернье, как и многие квебекцы, интересовался своей генеалогией и посвятил ей введение к книге своих мемуаров. Родоначальником был Жак Бернье (1633—1713), 18-летний сын парижского судьи, который прибыл в Новый Свет в свите губернатора Новой Франции Жана де Лосона. В 1656 году Жак Бернье женился на неграмотной парижской уроженке Антуанетте Гренье (1635—1713), которая подписала брачный договор крестом; венчание проходило в губернаторском дворце, а не в городской церкви. Приданое Антуанетте на сумму 25 экю обеспечил губернатор. Своим одиннадцати отпрыскам они оставили двенадцать земельных участков между Монманьи и Л’Иле. Внук Жана — Шарль-Александр Бернье (1712—1770), оказался первым, кто обосновался в Л’Иле-сюр-Мер. Он был женат на Мари-Женевьеве Беланже, от которой получил в приданое 10 квадратных арпанов земли. У супругов было шестеро детей, и они потеряли всё имущество после британского вторжения в 1759 году, однако остались в Канаде и постепенно вернули благосостояние. Дед первопроходца Жан-Батист Бернье (1786—1868), будучи девятым ребёнком, начал учиться на речного лоцмана, а потом перешёл в морской торговый флот. Постепенно он выучился на судоводителя, и многократно ходил в Европу, но чаще в Вест-Индию, куда канадцы сбывали продукты зверобойного промысла и рыболовства. С 1811 года он был женат на родственнице архиепископа Квебекского Бернара-Клода Пане, по имени Мари-Женевьева Лебурде (1788—1873). Их младший сын Тома́ Бернье (1823—1893) очень рано столкнулся с морским делом, в 11-летнем возрасте став юнгой на отцовской шхуне. Получив определённый опыт, в 14 лет Тома Бернье записался во Флот Её Величества, и прослужил там около шести лет. Далее он устроился к своему старшему брату Луи, который был конструктором на верфи, строившей торговые парусники для британских купцов.
В автобиографии Жозеф-Эльзеар Бернье утверждал, что его предки по мужской линии обладали пятью наследственными качествами: «истинная преданность морскому делу, страсть к охоте, физическая сила выше среднестатистической, замечательная выносливость и экстраординарное долголетие». В семье Бернье сложился ритуал, что все братья и дядья собирались в семейном доме в ноябре, и до начала Рождества предавались коллективной охоте на лосей, карибу, оленей, зайцев и куропаток, уток и ловле форели. На свадьбе старшего брата Бернара 16-летний Тома впервые увидел свою будущую жену Генриетту-Селину Паради (1832—1906), которой было тогда семь лет. Она получила хорошее образование и воспитание в квебекском монастыре, особенно преуспевая в шитье и пении. В мемуарах Жозеф Бернье мало упоминал о своей матери, вдобавок, её происхождение — дочь плотника, было заметно менее знатным, чем у самих Бернье или Лебурде. Свадьба Тома и Селины прошла в Сен-Рош де Квебек 19 ноября 1850 года; у них было семеро детей, из которых до совершеннолетия дожило только трое: Жозеф-Эльзеар, Альфред и Генриетта-Эмилия. Глава семьи давал деньги в рост своим соотечественникам под залог земли, параллельно шёл и его карьерный рост в торговом флоте. В контракте 1858 года он упоминается как штурман, и в 1860 году стал капитаном дальнего плавания. В 1860-е годы Тома Бернье сделался владельцем несколько лесных участков под вырубку, в Л’Иле ему принадлежали три дома, вероятно, сдаваемых в аренду. В 1873 году на охоте Тома Бернье подстрелил его собственный дядя, а так как до врача пришлось добираться пару суток, раненую руку оставалось только ампутировать. К тому времени капитан Бернье обратился к торговле лесом и кораблестроению. В 1878 году семейство переехало в Квебек, и в документах 1881 года Бернье-старший в графе «род занятий» писал: «кораблестроитель, предприниматель».

### Годы становления

Жозеф Бернье в возрасте 15 или 16 лет

Жозеф-Эльзеар Бернье родился в Л’Иле 1 января 1852 года. Старый дедовский дом и часть имущества перешли к Тома Бернье в 1857 году на условиях, что он будет заботиться об утративших трудоспособность Жане-Батисте и Женевьеве, но глава семейства не захотел переезжать из Л’Иле. Тома очень рано стал приобщать Жозефа-Эльзеара к морскому делу. В 1854 году Бернье купил 120-тонный бриг «Зилла» (Zyllah), которым владел на паях с монреальским домом Torrance and Stearns. В возрасте двух лет одиннадцати месяцев Жозеф впервые пересёк Атлантический океан: это был торговый рейс на Кубу; его мать Селина подробно описывала события плавания в дневнике. В третий день рождения Жозефа был сильнейший шторм, а при подходе к Карденасу на судно обрушился тропический ливень такой силы, что младший Бернье чуть не захлебнулся. Возвращение проходило через Бостон, куда отвезли груз сахара. В позднейших мемуарах Жозеф писал, что было странно сознавать, что после тропической Кубы «Зилла» застряла во льдах Бостонской гавани. Поскольку началась Крымская война, Тома Бернье взял подряд на поставки на британскую базу на Мальте, доставив туда груз рома и табака. В Валлетте «Зилла» была включена в Дарданелльский конвой и участвовала в поставках военных грузов. В мае 1855 года «Зилла» с капитанским семейством порожней прибыла в Ливорно, откуда отплыла 16 июня с грузом итальянского мрамора для предпринимателей Новой Англии. Оказалось, что пакля и тряпки, в которые были упакованы мраморные блоки, кишат насекомыми, которые заполонили и жилые помещения на бриге. Первым ярким воспоминанием Жозефа стало прохождение мыса Сан-Висенти: при перемене галса первый помощник был выброшен за борт, после чего Тома Бернье без колебаний бросился его спасать. Все остались невредимы. Далее начались шторма, из-за которых была потеряна грот-стеньга, и сместился груз мрамора в трюме, угрожая опрокидыванием судна. Переход через океан длился 45 дней, то есть вдвое дольше обыкновенного. «Зилла» так плохо управлялась, что в Бостоне столкнулась с другим кораблём. Далее на берегу грабитель, проникший за борт, поджёг паклю, чтобы воспользоваться паникой, погибло много вещей капитанской семьи. Селина решила возвращаться на малую родину поездом. Следующее морское путешествие Жозеф совершил уже пятилетним: к тому времени его отец стал единоличным владельцем «Зиллы». Это был купеческий рейс на Тринидад с грузом мыла, свечей, сельди, ветчины и плетёной мебели.
С 1 сентября 1859 года Жозеф-Эльзеар начал учиться в школе Л’Иле, в которой особенно преуспевал в географии. Отец присылал ему письма из разных морских портов, нарочно не указывая названия, а лишь географические координаты, или этнографические подробности, чтобы стимулировать развитие Жозефа и умение отыскивать информацию в разных источниках. В общем, Бернье не был прилежным учеником и откровенно именовал школьные годы «пыткой». Впрочем, ему удалось освоить официальный английский язык, на котором он говорил с ливерпульским акцентом, не всегда понятным окружающим. Шалости, как обычно в те времена, исправлялись поркой. Однажды Жозеф принёс в школу кисет жевательного табака, которым в первую очередь отравился сам; директор отправил его домой с позорной табличкой на шее, после чего Селина выпорола его и оставила без ужина. После этого Бернье никогда в жизни не употреблял табака. В автобиографии он упоминал множество церковных праздников, которые определяли весь годичный цикл. Воспитанием внука занимался и Жан-Батист Бернье, который брал его в гавань, и заставлял по силуэту определять приближающийся корабль. Квебек в 1860-е годы переживал бурный рост парусного судостроения (только в сезон 1863—1864 годов на воду было спущено 55 торговых парусников), и в 1864 году Тома Бернье заказал по собственному проекту 956-тонный трёхмачтовик «Анжелика»; также он взял подряд на поставку строевой древесины в порты Ирландского моря. Далее была основана семейная верфь, в работе которой с 12-летнего возраста принимал участие и Жозеф с братом Альфредом; первым (в апреле 1866 года) сошёл на воду 216-тонный парусник «Сен-Жозеф», потребовавший около полутора лет труда. Жозеф пошёл на семейном паруснике юнгой, так как отец хотел, чтобы тот получил уроки морского дела с самых азов. Переход от Сен-Лорана до Ирландии занял пятнадцать суток. Вернувшись в Канаду, 14 октября 1866 года команда стала свидетелем великого пожара, опустошившего Квебек. На следующий, 1867 год, отец позволил Жозефу бросить школу, чтобы начать практическое изучение навигации. 12 апреля он отправился в свой первый официальный торговый рейс на Барбадос, который был достигнут за 34 дня. Следующий рейс был предпринят в Порту, из-за противных ветров заняв 42 дня. Далее был двадцатидневный простой, когда, дожидаясь груза, Тома Бернье устроил текущий ремонт «Сен-Жозефа». Из-за загула пришлось списать на берег помощника капитана и судового повара; наблюдая пьяные эксцессы (однажды Тома в одиночку усмирил четверых буйных матросов), Жозеф-Эльзеар стал убеждённым трезвенником.
Далее Тома начал постройку ещё одного корабля, передав «Сен-Жозеф» старшему брату Жозефу Бернье (1822—1896), под началом которого остался Жозеф-Эльзеар. В шестнадцать лет (в октябре 1868 года) он стал первым помощником своего дяди. В начале 1869 года из-за дисциплинарных проблем, которые Жозеф решал привычными методами — грубой силой, он был задержан бостонской полицией. Суд признал превышение полномочий и приговорил молодого человека к штрафу 50 долларов; дядя даже не явился на заседание и вычел сумму их его жалованья. Далее некоторые члены команды пронесли на борт алкоголь, так что драки стали обычным явлением. После скандала с дядей, тот списался на берег, и 17-летний Жозеф-Эльзеар стал капитаном семейного парусника. В то время в Канадской конфедерации отсутствовала сертификация, введённая только через два года. Процедура утверждения шкипером предусматривала экзамен управляющего портом, — в Квебеке им был Джон Данскомб. Бернье выглядел старше своих лет, и заявил, что ему двадцать пять, после чего получил все необходимые разрешения. На промоциях его сопровождал отец. 12 августа 1869 года Жозеф-Эльзеар начал свой первый самостоятельный рейс в Великобританию с грузом белой древесины; с ним шёл опытный штурман Джон Маклауд с мыса Бретон. Погода и дисциплина на борту всё время были благоприятны.

### Шкипер
В приходской церкви Нотр-Дам-де-Бонсекур скамьи семейств Бернье и Карон были соседними. Именно так Жозеф познакомился с Роз де Лима Карон (1855—1917) и впоследствии утверждал, что полюбил её с десятилетнего возраста. Возвращаясь из первого самостоятельного европейского рейса в октябре 1870 года, Жозеф-Эльзеар заручился согласием родни на грядущую женитьбу. Молодожёны не были состоятельны: согласно автобиографии, у Бернье было 300 долларов, а в приданое Роз полагалась традиционная перина, хотя у неё были красивые платья. Венчание прошло в приходской церкви Л’Иле-сюр-Мер 8 ноября 1870 года. Жозеф очень хотел взять жену с собой в Англию (новое судно «Сен-Мишель» прямо во время венчания грузилось лесом для Ливерпуля), но она утомилась свадебными хлопотами. В то время в среде квебекцев, даже высшего класса, понятие медового месяца не было распространённым. Новый 700-тонный парусник «Сен-Мишель» был построен на семейной верфи и молодому капитану принадлежала в нём доля 7 %. Через четыре дня после женитьбы Бернье отбыл в торговое плавание: на борту находился отец Тома (пассажир), мать Селина, младший брат Альфред — матрос-практикант, и шестилетняя сестра. Сильнейшие зимние шторма подтвердили удачную конструкцию судна: верхняя палуба была «ураганной»: на ней не было надстроек, кроме светового люка камбуза. Плавание длилось 28 дней, несмотря на задержку из-за дрейфующих ледовых полей; обратный рейс с грузом соли занял 73 дня до Джорджтауна, куда 16-летняя Роз прибыла из Квебека поездом. Воссоединившиеся супруги в июне 1871 года отплыли в Неаполь с грузом нефтепродуктов. По пути один из матросов выказал неповиновение, после чего Жозеф свёл его в каюту, заковал в кандалы и держал двое суток на хлебе и воде. На обратном пути «Сен-Мишель» взял 700 тонн мрамора в Ливорно, и отплыл 13 октября. Однако Тирренское море было постоянно штормовым, была сломана стеньга и затоплены жилые помещения, включая капитанскую каюту; Роз сильно страдала от морской болезни. На достижение Гибралтара понадобилось 14 дней. Здесь команда уволилась в полном составе, а Жозефу пришлось отправлять жену в Нью-Йорк рейсовым пароходом. Впоследствии оказалось, что пароход потерял в шторме гребной винт и шёл под парусами до Бермудских островов. После найма новой команды на пересечение океана Жозефу потребовалось ещё 53 дня, и он прибыл в Бостон раньше своей жены.
Тяжёлый рейс привёл к охлаждению отношений Жозефа-Эльзеара с родителями, и он принял решение отделиться от семейства. В марте 1872 года 20-летний Бернье поступил в Навигационную школу в Квебеке, которую возглавлял тогда Уильям Ситон. Он оказался в числе первых двенадцати канадцев, получивших официальное британское удостоверение судоводителя (под номером CCC93) и начал службу в лесовозной фирме Джеймса Гибба Росса. В начале 1880-х годов он стал старшим инспектором фирмы Ross & Co, который определял готовность судов на выход из Квебека в океанское плавание, руководил ремонтом и погрузкой. С этой фирмой он был связан, по крайней мере, до декабря 1891 года. При отставке Бернье получил сертификат, что в период 1874—1884 годов на судах фирмы установил 11 рекордов скорости при пересечении океана (последовательно от 22 до 17 дней), удостоившись «Голубой ленты Атлантики». В марте 1881 года капитан Бернье за 1250 фунтов стерлингов купил у фирмы Росса половину 1220-тонного трёхмачтовика «Royal Visitor», совершив на нём «треугольное» плавание из Квебека до Глазго, а оттуда в Новый Орлеан, дойдя от Шотландии до Луизианы за 36 дней. По ряду причин Бернье перепродал парусник датскому судоводителю, получив 250 фунтов чистой прибыли, и вернулся в фирму Россов как наёмный работник. Самое длительное плавание Бернье совершил в сезон 1882 года по маршруту Ливерпуль — Сингапур, будучи при этом пассажиром, так как был командирован для инспектирования судна «Ланаркшир». Приняв над ним командование, канадец отправился в Бирму за тиковым деревом, которое должен был доставить в Ирландию, пройдя маршрутом Моулмейн — Квинстаун за 127 суток.
Семейная жизнь и финансы Бернье подверглись в 1880-е годы ряду испытаний. Жена упрашивала его осесть в Квебеке, считая, что он достаточно заработал. Он даже попытался вложиться в покупку острова Руо, подходящего для разведения породистых овец, но в итоге отказался от сделки. Попытка стать судовладельцем также оказалась провальной, и в 1884 году он согласился стать инспектором доков в Сент-Джонсе, начальство которого не хотело нанимать уроженца Ньюфаундленда. В 1885 году чета Бернье удочерила самую младшую из дочерей кузины Филомены Буше по имени Мари-Альмина Клеманс Карон (1875—1972). Карьерные перспективы Жозефа-Эльзеара были туманны: из-за бурного развития пароходства и перехода верфей на сталь деревянное судостроение быстро приходило в упадок, а Квебек лишался статуса крупнейшего торгового порта Канады. Совершив с женой и падчерицей полукругосветное плавание на паруснике «Камбрия», в октябре 1886 году Жозеф Бернье подал заявку на должность директора индустриальной верфи Пуан-Леви. С 1 апреля 1887 года он был принят на эту должность, обязуясь прослужить по контракту три с половиной года (до 18 ноября 1890 года) за жалованье 1200 долларов в год. За время его службы в доке верфи было построено или отремонтировано 21 паровое судно.
Осев на берегу, 35-летний Бернье построил кирпичный дом у верфи, и вложил деньги в земельные участки, пригодные для выпаса скота и выращивания дельной древесины. В 1895 году земли Бернье в приходе Сен-Жозеф были проданы некоему судовладельцу Альфонсу Пуарье в обмен на пожизненную ренту в 200 долларов в год. После истечения контракта в 1890 году капитан Бернье перегнал в Бас-Сен-Лоран две яхты, а затем вернулся в парусный торговый флот. Он возобновил канадскую лицензию, дававшую ему право управления судами на реке Св. Лаврентия и в Атлантическом океане, а также сдал штурманские экзамены в Балтиморе, чтобы получить право захода в порты США. Судя по имеющимся документам, он был востребованным специалистом, которого нанимали как на парусники, так и пароходы, и он установил очередной рекорд, проведя пароход «Lilac» из Квебека в Портленд за 104 часа. В 1893 году скончался отец шкипера — Тома Бернье, а в январе 1894 года Жозеф выдал падчерицу Альмину за врача Жозефа-Одилона Бурже. Для заработка Жозеф основал вместе с братьями фирму по торговле льдом: зимой в искусственном пруду нарастал чистый лёд, который пилили, запасали в погреба и отгружали покупателям по потребности.

## Определение нового призвания (1895—1904)

### Начальник тюрьмы
12 февраля 1895 года Жозеф Бернье получил телеграмму от своего одноклассника Жозефа-Исаака Лавери, который предложил ему возглавить городскую тюрьму Квебека. Аналогичное предложение поступило из офиса генерального прокурора провинции Томаса Касгрейма. Это были политики-консерваторы, в среде которых Бернье был известен, ибо с 1880-х годов поддерживал консерваторов и в Леви, и в Квебеке; его двоюродный брат выставлял кандидатуру на местных выборах 1887 года. 13 февраля капитан дал согласие, и с этого же дня начислялось жалованье в 900 долларов годовых, а Роз Бернье с 23 апреля получала официальную должность надзирателя женского отделения с жалованьем 200 долларов. Новости об этом печатались в квебекских газетах, выражались сожаления, что капитан столь необычным образом распрощается с морской карьерой, утверждалось, что новая должность «делает ему честь». Бернье приступил к делу с присущей ему основательностью: он посетил тюрьму Монреаля и Сен-Винсент-де-Поль (на Иль-Жезус), чтобы понять принципы функционирования учреждения. Он занимал должность до 12 февраля 1898 года, два года из которых были заняты разнообразными разбирательствами, так как Бернье обвиняли в превышении полномочий и коррупции (в частности, казённые средства были вложены в развитие огородов и тепличного хозяйства, продукция которого намного превышала потребности заключённых). Впрочем, к моменту отставки он был полностью оправдан. Пребывание в должности коменданта, однако, привело к неожиданным последствиям: Бернье впервые в жизни получил время для объёмного систематического чтения и обратился к изучению истории полярных исследований.

### Проект достижения Северного полюса
В мемуарах Бернье указано, что увидев отправление экспедиции Холла из Нью-Йорка в 1871 году, он заинтересовался полярными исследованиями и его личная библиотека, в основном, включала описания арктических и антарктических путешествий. Сделавшись главой тюрьмы, Бернье привлёк заключённого, имя которого осталось неизвестным, для рисования подробной крупномасштабной карты, на которую нанёс все известные ему данные о ветрах, морских течениях и ледовых условиях Полярного моря. На этой же карте были начертаны маршруты дрейфа «Жаннетты» и «Фрама». Бернье пользовался известностью в Географическом обществе Квебека, в котором ему была обещана всяческая поддержка после доклада на годовом собрании, состоявшемся 27 января 1898 года. По-видимому, это было первое публичное оглашение планов капитана, успеху у аудитории не помешало даже то, что Жозеф-Эльзеар неграмотно писал по-французски и язык его выступления был «чудовищен». Идея была следующей: отплытие из Ванкувера не позднее 1 июня, остановка на Аляске для забора ездовых собак и переход через Берингов пролив вдоль побережья до Новосибирских островов. Во время перехода предполагалось изучить остров Беннетта и, возможно, достигнуть Земли Санникова. Дрейф предполагалось начать примерно в 300 милях восточнее точки вмерзания «Фрама» и поддерживать связь с большой землёй посредством беспроволочного телеграфа. Если льды пронесут экспедиционное судно мимо полюса, Бернье предполагал выступить с санной партией для достижения полюса с последующим возвращением на Шпицберген в течение одного сезона.
Член Географического общества Назер Левасёр доложил о плане Бернье министру внутренних дел Клиффорду Сифтону. 19 ноября 1898 года капитана пригласили на конференцию общества «La Patrie» в Монреале, и 21 ноября проект канадской полярной экспедиции был оглашён в прессе; напечатали и карту Бернье. 8 декабря Бернье выступал в муниципалитете города Леви, магистрат которого предложил обеспечить снаряжение полярного похода: нарты, каяки и прочее. 5 апреля 1899 года Левасёр докладывал о проекте Бернье лично генерал-губернатору Лорье. Сэр Уилфрид пригласил Бернье для личного собеседования 16 апреля, однако об этом не сохранилось никаких точных свидетельств. Встреча, по-видимому, прошла неудачно. Министр общественных работ Израэль Тарт 7 октября 1899 года получил официальное письмо архитектора Шарля Байярже о проекте капитана. 2 октября 1900 года И. Тарт докладывал о проекте Бернье лорду-комиссару Канады в Лондоне, признавая, что опыт квебекского капитана вполне может обеспечить достижение канадцами Северного полюса. Пока проект проходил инстанции, покинувший тюремное ведомство Бернье ходил в короткие торговые рейсы и взялся за решение технически сложной задачи: снятие с мели у Новой Шотландии парохода «Scottish King». Это обеспечило его достаточным доходом, чтобы с осени 1900 года взяться за продвижение своего плана.
Жозеф Бернье заложил бюджет в 100 000 долларов, включая стоимость строительства и снаряжения экспедиционного судна. Дважды в 1900 и 1901 годах проект Бернье был рассмотрен комитетом Палаты общин Канады на предмет оценки целесообразности его государственного финансирования. Премьер-министр Квебека Феликс-Габриэль Маршан ещё в 1899 году согласился финансировать экспедицию, вскоре в кампанию включились мэр Монреаля Р. Префонтен и редакция газеты «La Patrie». Шумиха в прессе привела к тому, что Бернье стал получать письма с заявками на участие в экспедиции, и был вынужден нанять секретаря, что обошлось ему в 1000 долларов в год. По собственным подсчётам, Бернье потратил на продвижение своего проекта 21 000 американских долларов за шесть лет. После отказа генерал-губернатора Лорье Бернье обратился в Лондонский колониальный институт, где был принят 17 января 1901 года. На конференции был сэр Клементс Маркем, в личном дневнике которого упоминается, что он съездил в Данди присмотреть подходящее для канадцев судно. Несмотря на сочувственный приём, добиться финансирования так и не удалось. 21 марта 1901 года Бернье предстал перед комитетом Палаты общин Канады. В его выступлении впервые прозвучала мысль, что географическая конфигурация страны способствует продвижению границ до Северного полюса и даёт шанс провозгласить суверенитет над арктическими морями и архипелагами, изобилующими углём и иными ископаемыми. Правительство Канады не может позволить обеспечить первенство в этом вопросе Соединённым Штатам (в 1898—1902 годах попытку завоевания полюса предпринял Роберт Пири). Комитет единогласно проголосовал за целесообразность государственного финансирования экспедиции. 25 мая правительство отклонило парламентский законопроект из-за недостатка бюджетных средств.

### Борьба за снаряжение экспедиции. «Гаусс»

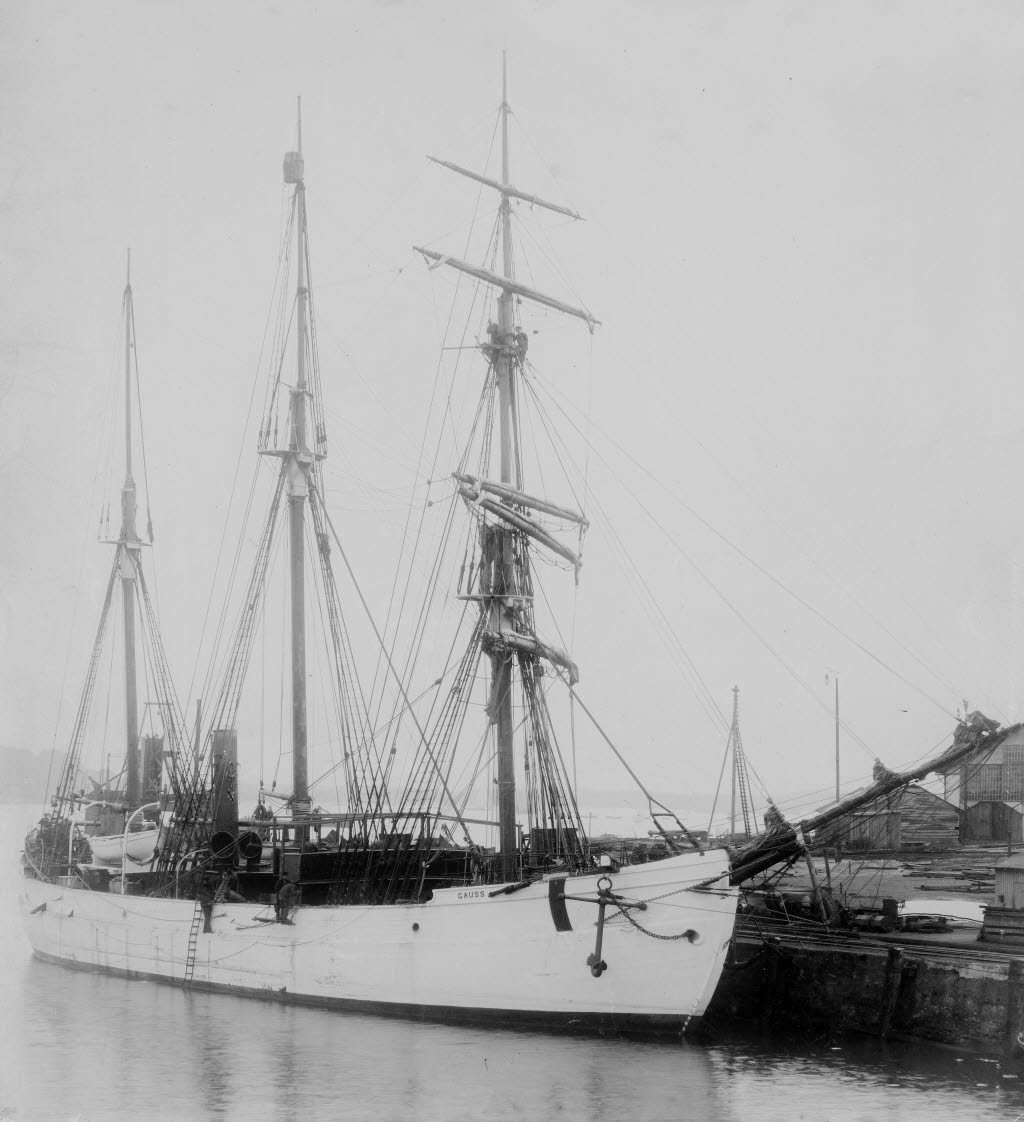
«Гаусс» в гавани Киля. Фото 1901 года

После отказа правительства Бернье снял офис в Оттаве на Бэнк-Стрит, дом № 117, начав беспрецедентную лоббистскую кампанию. В общей сложности он разослал более 60 тысяч обращений всем географическим и научным обществам мира, правительствам и частным лицам. В биографиях Бернье упоминается, что ему удалось добиться гарантий выделения из государственного бюджета 60 000 долларов при условии, что он сам обеспечит такую же сумму, но в парламентских актах материалов по этой тематике найти так и не удалось. 25 ноября 1901 года Бернье вновь отправился в Лондон для обеспечения подписки на свою экспедицию, однако общая сумма, набранная за год, не превышала 20 000 долларов. В конце концов реклама сделала своё дело, и Бернье уговорил подписаться под петицией к правительству о финансировании похода к Северному полюсу 113 депутатов обеих палат Канадского парламента. Дебаты об этом проходили 1 мая 1902 года.
В 1903 году была завершена демаркация американо-канадской границы на Аляске по 141-му меридиану. Из-за давления общественного мнения канадское правительство приняло решение усилить своё присутствие в Арктике. 4 декабря 1903 года Бернье через прессу заявил, что для получения правительственной субсидии ему не хватает 13 000 долларов. 28 февраля 1904 года капитан был приглашён на заседание Канадского института, на котором присутствовало несколько федеральных министров. Морской министр Раймон Префонтен, который отвечал за арктическое направление политики, предложил Бернье самому выбрать судно, пригодное для ледовых плаваний. Его требованиям отвечал немецкий «Гаусс», специально сконструированный для длительных океанских переходов и зимовок во льдах. Корабль зарекомендовал себя во время Германской антарктической экспедиции. Министр выразил согласие 9 апреля, к официальному письму был приложен чек на 4000 долларов, на которые Бернье должен был проехать в Бремерхафен и перегнать судно в Канаду. Сделка с кораблём была совершена без его участия на правительственном уровне. Бернье взял с собой тридцать моряков, которых рассчитывал взять с собой к полюсу, если они зарекомендуют себя должным образом.
12 апреля команда Бернье отплыла в Германию из Нью-Йорка лайнером «Кайзер Вильгельм II» третьим классом (что подвергалось критике, ибо разница в стоимости билетов второго класса составляла около 200 долларов). Сам Бернье и офицеры ехали в каютах первого класса. На сушу команда сошла лишь 20 апреля, хотя лайнер прибыл на сутки ранее. На следующий день люди разместились на борту «Гаусса» и стали готовить его к плаванию; в частности, пришлось перетягивать такелаж. 30 апреля Бернье огласил команде свой план достижения Северного полюса. 3 мая, когда основная часть работ была завершена, на борту полярного судна принимали британского консула, при этом произошёл конфуз, поскольку на борту не было ни скатертей, ни салфеток. 7 мая были разведены пары, и в пять пополудни «Гаусс» отправился в Квебек. Шотландию пришлось огибать при почти постоянно штормовой погоде, по воскресеньям неукоснительно служили мессу по мирскому чину. В ночь с 21 на 22 мая палубу сильно заливало водой с подветренного борта и было порвано несколько парусов. 27-дневный переход завершился в половине четвёртого утра 13 июня и был не замечен прессой, так как накануне произошло столкновение пассажирского парохода с угольщиком, повлёкшее восемь жертв. Переход был омрачён расколом в команде, так как своего помощника и шестерых или семерых матросов Бернье нанял в родном Л’Иле, остальные были включены в команду распоряжением Морского министерства и преимущественно служили в Монреале. Машинист и кочегары были немцами, оставшимися от прежней команды. 16 моряков подписались под письмом морскому министру, в котором Бернье обвинялся в самодовольстве и жажде личной славы, злоупотреблении властью и в нерадивости. Солонина, купленная для океанского перехода, была тухлой, сахар, масло и сало были самого дешёвого сорта, хотя по коносаментам проходили как первоклассные.
После прибытия в Квебек было проведено докование «Гаусса», занявшее три недели. В дневниках членов команды выражалось опасение, что планы срываются. Германское судно было переименовано в «Арктик», и Бернье, не дожидаясь своего назначения министерством, начал закупки угля, снаряжения и припасов. В конце июля Департамент рыболовства официально объявил, что правительство не заинтересовано в первооткрывательских рекордах, и команда «Арктика» будет направлена в Гудзонов залив для снабжения базы Королевской конной полиции и наблюдений за режимом ветров, течений и ледовых полей. В позднейших мемуарах Бернье утверждал, что расстался с идеей покорения Полюса, посвятив себя «более важной задаче — обеспечении прав Канады на все острова Арктического архипелага». Исследователь Алан Макэхерн утверждал, что сохранившаяся в архиве переписка Бернье с правительственными агентствами позволяет заключить, что капитан ещё до отправления в Германию знал о невозможности организации экспедиции к полюсу и соглашался «играть по правилам».

## Первопроходец (1904—1934)

Карта арктических открытий Ж.-Э. Бернье, опубликованная в 1909 году

### На правительственной службе: путешествия на «Арктике» 1904—1911 годов
Согласно правительственному указу, Бернье должен был отплыть 15 августа 1904 года, взяв на борт офицера и десять рядовых Королевской конной полиции, и проследовать для разведки подходящих мест для военно-торговых постов, провозглашая над ними юрисдикцию Канады. Также следовало бороться с незаконным рыбным и китобойным промыслом, ведущимся представителями других государств. Более чётких инструкций дать было невозможно, так как обнаружилась почти полная неизвестность североканадских арктических территорий. Командиром экспедиции был назначен полицейский суперинтендант Муди, Бернье оставался только «извозчиком», из-за чего даже пытался подать в отставку. Снаряжение проходило в условиях хаоса: например, в штатном расписании была должность фотографа, но в списке экспедиционного снаряжения не было фотоаппарата. Фактическое отплытие из Квебека состоялось лишь в середине сентября, когда арктический сезон уже заканчивался. Зимовать пришлось в гавани Фуллертона; несмотря на жёсткость характера, Жозеф-Эльзеар неплохо поладил с суперинтендантом, которого сопровождала жена — Джеральдин Муди. Полярную ночь пережили благополучно, для настроения команды много значило общение с эскимосскими женщинами из стойбища неподалёку.
Сезон 1905 года был нелёгким, ибо американские и норвежские промысловики не собирались подчиняться приказам канадцев и платить требуемые законом пошлины и налоги. По мнению Джеральда Кинни, экспедиция была устроена вовремя, и демонстрация канадского флага гарантировала стране владение Арктическим архипелагом в будущем. Тогда же Бернье узнал о существовании Амундсена, находившимся на зимовке в Йоа-Хейвен: норвежец отправил гонца-эскимоса до Фуллертона; Муди и Бернье отправили любезное ответное письмо и упряжку в десять ездовых лаек в подарок. Лишь в июле «Арктик» смог покинуть гавань, так как Бернье заставил своих людей пробить канал в толстом нетающем льду, и вышел в Гудзонов залив. В Квебек все вернулись 7 октября 1905 года. После возвращения было множество скандалов, связанных с расходом бюджетных средств: на уровне парламента были сделаны запросы по адресу того, что капитан закупил пять ящиков портвейна урожая 1878 года, 4000 сигар и 6000 фунтов консервированных супов Бовриля (больше, чем брала экспедиция Нансена). Вдобавок, фирма Бовриля была старым спонсором самого Бернье. Оказалось, что экспедиционеры набрали мехов у эскимосских охотников, которые были перепроданы на значительную, но неназванную, сумму. Также оказалось, что часть заказанных по завышенным ценам припасов была перегружена на другие квебекские суда. В оправдании Бернье и продолжении его работы немалую роль сыграл факт его избрания вице-президентом нью-йоркского Клуба исследователей.
Ещё в 1880 году суверенитет над островом Байлот был пожалован Канадскому доминиону, однако формальное принятие земли в подданство предпринял в сезон 1906 года капитан Бернье. Планы постоянно менялись: завербовавшиеся в поход два натуралиста из университета Торонто уволились за день до выхода в море, так как тогда оказалось, что предстоит полярная зимовка. Отплытие из Квебека задержалось на неделю из-за столкновения «Арктика» с норвежским пароходом. Сначала двинулись вдоль западного побережья Гренландии. Флаг был поднят в точке Канада-Пойнт, на которой моряки воздвигли гурий, однако точное географическое положение этой вехи определить не удалось из-за густого тумана. Далее «Арктик» прошёл в залив Адмиралтейства и в Порт-Леопольд. Это оказалось первой из трёх официальных экспедиций для расширения канадского арктического сектора, проходивших до 1911 года. Бернье, проверенный в деле, теперь был полноправным главой экспедиции. Команда инспектировала китобойные станции, взимала плату за лицензии промысловиков и налоги, а также посещали все встречавшиеся по пути острова и территории, высаживая десант и принимая их в канадское подданство. Церемония каждый раз была стандартной: после подъёма канадского флага капитан зачитывал прокламацию, её подписывали свидетели из числа членов экипажа, и копия её захоранивалась под каменной пирамидой. Каждый раз это фиксировалось на фотопластинки Джорджем Лэнсфилдом. В экспедиции 1906—1907 годов Бернье принял следующие острова: Байлот, Принс-Патрик, Корнуоллис, Лоутер, Байам, Мартин, Янг, Мелвилл, Дэви, Эглинтон, Гаррет, Батерст, Гриффитс, Рассел, Баффин и Элсмир (этот последний был объявлен канадским владением ещё в 1904 году). В сезон 1908 года канадский флаг был поднят над островами Банкс, Виктория и Кинг-Вильям; зимовка проходила в Уинтер-Харборе на острове Мелвилл. В 1909 году Ж. Бернье впервые сослался на принцип секторов как юридическую основу своей деятельности; принцип был предложен в 1907 году сенатором П. Пуарье. 1 июля 1909 года Бернье официально принял в канадское подданство все арктические островные территории, находящиеся к северу от материковой территории Канады между 60-й и 141-й долготами. Акт об этом был высечен на мраморной плите, установленной в Уинтер-Харборе. Прокламация сопровождалась католической церковной службой, во время которой участники экспедиции получили благодарность за «веру и патриотизм».

Первопроходческие достижения команды Бернье
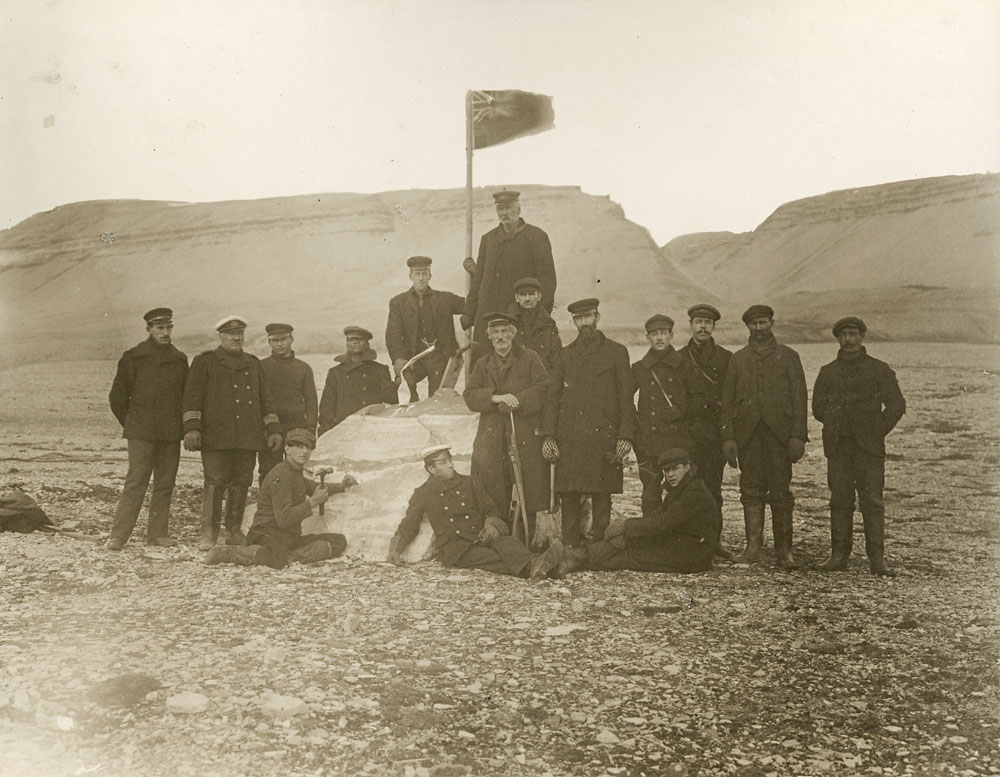
Принятие острова Байлот в канадское подданство (1906)
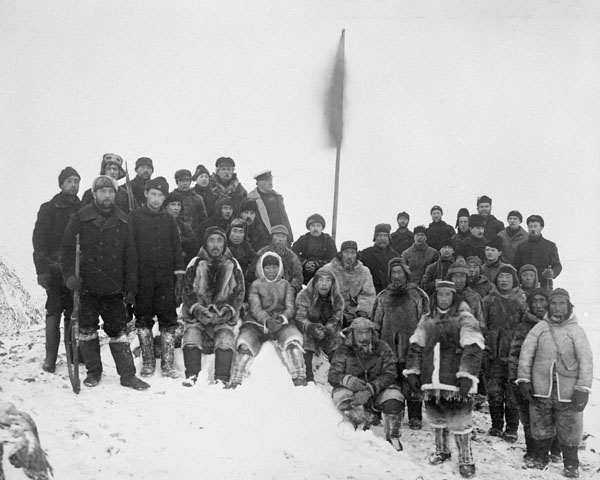
Принятие в состав Канады Баффиновой Земли (9 ноября 1906 года)
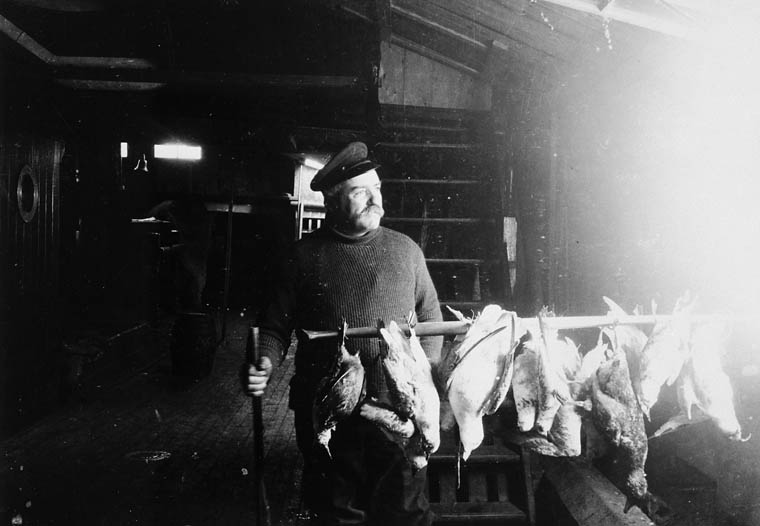
Капитан Бернье на зимовке в Альберт-Харборе (1906)
Эскиз карты пролива Смита и южного побережья острова Элсмир. Автограф Ж. Бернье

Отношения моряка с правительственными агентствами складывались нелегко. В 1907 году шла тяжба из-за того, что во второй год экспедиции на счёт Бернье начислялось лишь 150 долларов капитанского жалованья в месяц, а не 200, как было предусмотрено контрактом. Общественное мнение того времени было настроено негативно: в одной из газет писали, что у «капитана Бернье выработалась привычка уезжать в никуда, а затем возвращаться». В парламентских дебатах даже раздавались вопросы, не измышлял ли капитан тех островов, о которых шла речь. Впрочем, отплытие в 1908 году совпало с празднованием 300-летия Квебека, что сильно сказалось на имидже Бернье в положительную сторону: в проводах участвовал Принц Уэльский — будущий Георг V. Летом 1909 года Бернье добрался до Эта в Гренландии — самой северной точки достигнутой им за всю жизнь. Это было сделано по просьбе супруги Фредерика Кука, избранного тогда президентом Клуба исследователей: канадец должен был забросить ему две тонны припасов. Кроме того, Жозеф-Эльзеар прибыл всего через день после отбытия Р. Пири к полюсу: американец забрал с собой 250 ездовых собак, сделав невозможной закупку животных канадцами. Амбиции американца, предположительно, сыграли немалую роль в провозглашении суверенитета Канады в соответствующем секторе Арктики. Тогда же Бернье взыскал 50 долларов пошлины у охотника Гарри Уитни. Совпало так, что 16 октября 1909 года в Сидни на Лабрадоре одновременно оказались Пири и Бернье, когда американец впервые объявил, что достиг Северного полюса в апреле 1909 года и отверг претензии Ф. Кука, который объявил, что совершил такое же достижение годом ранее. Франко-канадец казался беспристрастным посредником в возникающем споре о приоритета.
Зимой 1909—1910 годов, готовясь к очередной экспедиции, Ж. Бернье писал премьер-министру Лорье о крайней необходимости принятия законов, регулирующих зверобойный промысел на канадских территориях, рассчитывая отправиться в путь с уже принятым документом. В сезоны 1910—1911 годов Бернье намеревался пройти Северо-Западным проходом, но оба раза ледовые условия не позволяли пройти. Попытки были сделаны: летом 1910 года в проливе Макклура, и следующим летом в Проливе Принца Уэльского. «Арктик» зимовал в Арктик-Бей и команде удалось обследовать ранее неисследованный угол Адмиралтейского залива вплоть до проливов Фьюри и Гекла. Возвращение в Квебек состоялось 25 сентября 1911 года, после чего Бернье узнал, что арктический патруль Конной полиции распущен, а сам он уволен. За четыре своих путешествия Бернье чрезвычайно расширил канадскую территорию и повысил интерес общества к новым землям. Впрочем, Жозеф-Эльзеар так и не рискнул высаживаться на острове Элсмир. Наградой за труды стала правительственная концессия, позволяющая Бернье приобрести в Понд-Инлете 960 акров земли по льготной цене 1 доллар за акр, вместо рыночной 50. 1 марта 1912 года против Бернье было выдвинуто обвинение в незаконной торговле мехами, на которой он заработал не менее 25 000 долларов. Скорее всего, это было политическим актом, направленным против У. Лорье. В ходе проведённого расследования (третьего в жизни Жозефа) выяснилось, что в 1908—1911 годах капитан преподнёс премьер-министру 179 предметов, в основном шкур белых медведей, овцебыков и песцов, а также рогов нарвалов и моржовых клыков. Дело тем не менее, осталось без последствий, но последующую деятельность в Арктике Бернье осуществлял частным образом.

### Путешествия 1912—1917 годов
В 1911 году в канадской прессе распространились известия, что бывший второй помощник на «Арктике» Роберт Джеймс обнаружил золотоносные жилы в устье реки Салмон. «Золотая лихорадка» привела к организации двух канадских экспедиций в сезон 1912 года: Манна и Джона Бартлетта на шхуне «Элджерин» и Джейнса и Скотта на пароходе «Нептун». Экспедиции окончились катастрофически: «Элджерин» затонула, раздавленная льдами, 24 члена её команды выжили только за счёт запасного склада Бернье на Байлоте, откуда спустя две недели их сняла команда «Нептуна». Жозеф Бернье купил старую 85-футовую шхуну «Минни Мод»; нанятые восемь моряков подрядились работать от доли грядущей прибыли, четверо из них уже работали с капитаном. Биографы Бернье предполагали, что капитан был недостаточно авантюристом, чтобы серьёзно рассчитывать на золото, скорее, он планировал начать освоение ресурсов Баффиновой Земли. Разузнав у китобоев места, где проживали эскимосские племена, Ж. Бернье загрузил шхуну кухонной утварью, инструментами (включая топоры, ножи, гарпуны, капканы и напильники), спичками, патокой и сахаром, к которым пристрастились аборигены, и табаком. Отплытие состоялось 29 июля 1912 года из Квебека. Первое плавание продолжалось 15 месяцев и завершилось тем, что капитан привёз на родину «небольшое состояние», заключаемое в мехах, моржовой и нарваловой кости. Во время зимовки в Альберт-Харборе геолог Альфред Трамбле в сопровождении двух эскимосов нанёс на карту 3000 миль территории от бассейна Эклипс и залива от Адмиралтейства до проливов Фьюри и Геклы и острова Иглулик в проливе Фокс. Другой геолог — А. Райдер — активно искал золото на побережьях бассейна Эклипс и острове Байлот, попутно освоив три из пяти языков, используемых эскимосами Баффиновой Земли. По возвращении капитан информировал министерство внутренних дел об открытии двух крупных месторождений угля.
Заработав достаточно средств, в 1914 году Бернье купил в Глазго 114-футовый цельнометаллический пароход «Гайд» вместимостью 213 тонн, на котором совершил два плавания в Канадскую Арктику (с 4 июля 1914 по 29 сентября 1915 года, а затем с 1 июня 1916-го по 20 сентября 1917 года). Формальным обоснованием их было воспрепятствование экспедиции Макмиллана высадиться на канадской территории, а также меновая торговля с эскимосами и попытка налаживания угледобычи в 3 милях от устья реки Салмон; это была первая коммерческая лицензия для добычи угля в Канадской Арктике. Часть добываемых животных сбывалась в музеи. Во время плавания 1915—1916 годов Бернье вложил 600 долларов в приобретение плёнки и кинокамеры, и взял с собой кинооператора Артура Хакса и помощника Рудольфа Франке (спутника Ф. Кука) для съёмок документального фильма. Несмотря на крайне неблагоприятные условия им удалось сделать фильм «Земля полуночного солнца», который, по-видимому, стал первым канадским документальным фильмом об Арктике. В 1917 году «Гайд» был сдан в аренду Arctic Gold Exploration Syndicate, (командовать им стал первый помощник В. Карон), а сам Бернье год возил почту по деревням залива Св. Лаврентия на «Минни Мод». В 1918 году он продал шхуну; от «Гайда» капитан избавился в 1923 году. После того, как пароход в 1926 году затонул, предпринималась попытка обвинить Бернье в ненадлежащей эксплуатации судна, приведшей к преждевременному износу конструкции. Разбирательства тянулись до 1932 года.

### Мировая война. Второй брак
Во время пребывания Жозефа-Эльзеара Бернье в Арктике 18 апреля 1917 года скончалась его жена Роз, брак с которой продлился 47 лет. За время его отсутствия 41-летняя приёмная дочь Альмина вышла замуж, не дожидаясь отцовского разрешения и благословения, что Жозеф воспринял как «предательство», и навсегда прервал с нею всякое общение. Зимой 1918 года капитан был нанят на военно-морской конвой до Великобритании, командуя старым пароходом «Персьен», команда которого была набрана из китайцев, не имевших никакой квалификации. Сразу после выхода из Галифакса судно стало набирать воду, и командование конвоя бросило его на произвол судьбы. 8 февраля начался сильный шторм, который снёс с палубы все шлюпки. Попытки подавать сигналы о помощи едва не вызвали атаки со стороны британского крейсера, который и принял команду с тонущего «Персьена». Бернье последним сошёл с борта в спасательную шлюпку.
66-летний состоятельный вдовец привлекал внимание женщин, несмотря на грубость манер. Оставшись один, он гостил у оттавских друзей. В доме Эзры Терьена он повстречал 39-летнюю старую деву Мари-Альму Жюли Альбертину Лемье, которая избегала общества, а когда в дом приходили гости, предпочитала оставаться на кухне. Как писал сам Жозеф-Эльзеар в мемуарах, именно такая женщина была ему нужна на склоне дней: «покорная, лишённая честолюбия, благочестивая, нежная и заботливая». Капитан в тот период обосновался в Леви в деревянном доме № 27 на Фрейзер-стрит, к которому пристроил кирпичную веранду и перепланировал внутренние помещения, которые были обшиты тёмными деревянными панелями, как каюта на морских судах. В гостиной были раздвижные двери, там стоял рояль, пол вместо ковра был застелен шкурой белого медведя, а стены были украшены изображениями всех парусников, которыми Бернье командовал. Палисандровую мебель, обтянутую парчой, заказали в Англии. Кухню-столовую с панорамным окном разместили в цоколе, а в мансарде обустроили три спальни. Бернье руководствовался своими вкусами, не посоветовавшись с Альмой. Свадьба прошла в Оттаве 1 июля 1919 года. Далее 41-летняя Альма забеременела, но ребёнок умер при родах.

### Арктический патруль

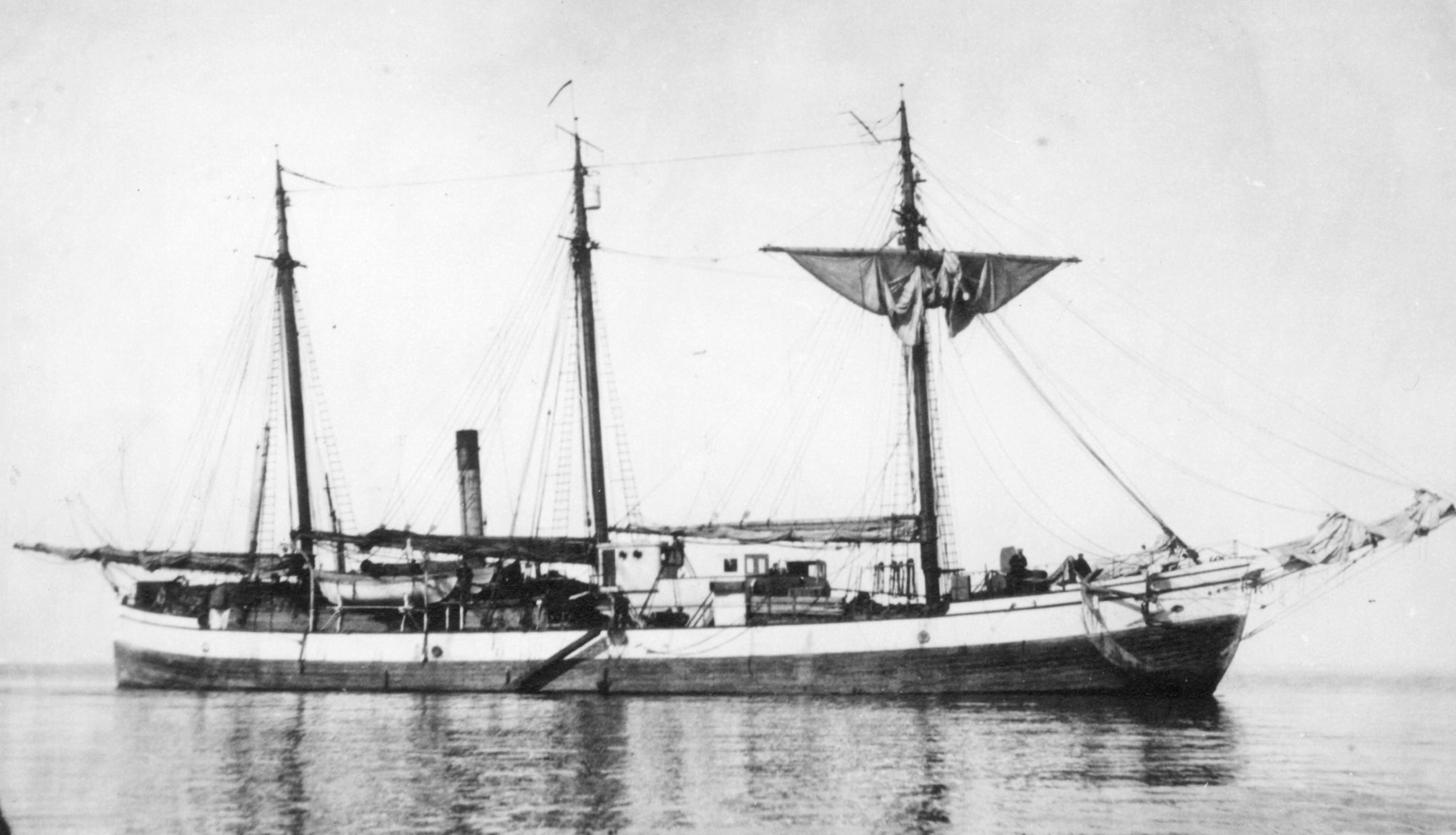
«Арктик» в Понд-Инлете летом 1923 года

В начале 1920-х годов Жозеф Бернье, казалось, ушёл на покой: канадское правительство не интересовалось развитием арктических владений, а здоровье капитана ухудшалось год от года. Его беспокоила активность датчан и американцев на обследованных территориях: в 1920 году Кнуд Расмуссен объявил о начале «Пятой экспедиции Туле», охватывающей весь арктический сектор от Гренландии до Чукотки. Дональд Макмиллан, судя по сообщениям в прессе, так рассчитывал отыскать земли севернее Элсмира, чтобы объявить их владением США. Консультативный комитет парламента рекомендовал властям Канадского доминиона обеспечить суверенитет в Арктике, в частности, воссоздание Королевского патруля. В декабре 1920 года министерство внутренних дел приняло решение восстановить арктический патруль и отправить экспедицию под началом инженера Крейга на проверенном «Арктике». Впрочем, в сезон 1921 года экспедиция не состоялась, так как правительство заблокировало соответствующие статьи бюджета. К канадским властям обращался также Эрнест Шеклтон, предлагая финансировать экспедицию в Море Бофорта для поиска неизвестного арктического материка. 20 июня 1921 года Бернье официально предложил выкупить «Арктик» и начать восстановление канадского суверенитета частным образом. Судно в то время служило плавучим маяком на реке Св. Лаврентия. 29 июля 1921 года капитан Бернье добился приёма у нового премьер-министра Мейена, ранее побывав у министра внутренних дел сэра Логана, которого стращал «Бодойнской» экспедицией Макмиллана на Баффиновой Земле. 6 декабря 1921 года премьер-министром был избран Уильям Лайон Маккензи Кинг. В феврале 1922 года Бернье представил в министерство внутренних дел новый проект арктической экспедиции, потребовав бюджетного финансирования и возвращения «Арктика» под свою команду. Капитан предложил скорейшим образом учредить на крупнейших островах стационарные посты, служащим которых (и самому Бернье) предоставляются на 15 лет исключительные права на охоту и сохранение животных на территориях к северу от 70-й параллели и проливов Ланкастер и Мелвилл. В том же 1922 году был восстановлен Восточно-Арктический патруль под командой Джона Крейга, а 70-летний Бернье был назначен капитаном судна снабжения с жалованьем 500 долларов и приказом быть готовым отплыть 1 июня.

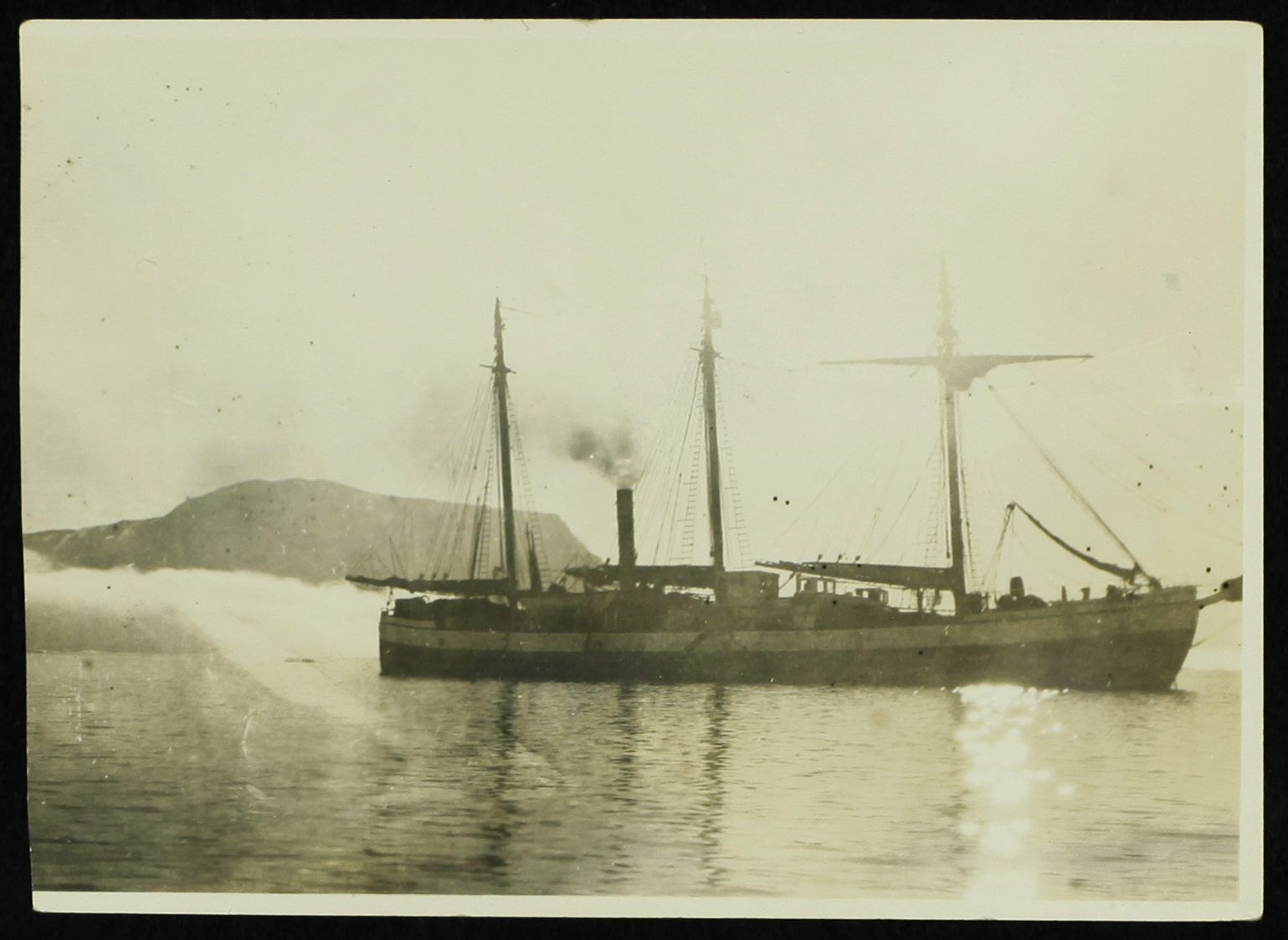
«Арктик» в Крейг-Харборе 6 августа 1923 года

Отправление «Арктика» 18 июля 1922 года не стало событием в прессе, будучи в первую очередь рейсом для снабжения. Судно было сильно перегружено: в трюме было свалено 500 тонн угля, на палубе громоздились 225 тонн пиломатериалов для строительства постов, а также 75 тонн товаров для обмена с эскимосами. В жилых помещениях оказались стиснуты 43 человека, деливших пространство с припасами. Первый отряд Королевской канадской конной полиции был высажен в Крейг-Харборе 28 августа, второй в Альберт-Харборе 7 сентября; в обеих точках не задерживались: военным приходилось самим возводить своё зимовище. Пройдя заливами Эклипс и Пондс, команда Бернье побывала в Годхавне.
Экспедиция 1924 года должна была заложить ещё два поста Королевской полиции и проведать основанные ранее, обновить на них персонал и забросить припасы, а также забрать полученные товары и документацию научных наблюдений. Джон Дэвидсон Крейг записал в дневнике, что «Арктик» находится в плачевном техническом состоянии и выдача разрешения на плавание в полярных водах влечёт большой риск. По приказу Министерства внутренних дел на борту установили коротковолновый радиоприёмник, но места для передающей станции не было. На борт погрузили более 900 тонн припасов и перегрузка оказалась близка к критической. Экспедиция вышла из Квебека 5 июля и подверглась испытаниям в шторм 11 июля, когда сваленный на палубе уголь активно впитывал морскую воду, создавая лишний крен. Поскольку шторм не прекращался, 13 июля сбросили в море 200 тонн груза, но только 17-го числа удалось выйти на курс. 22 июля прибыли в Пангниртанг, доставив припасы на полицейский пост и высадив геолога Дьюи Сопера, который оставался на зимовку. Почти весь август и половину сентября члены команды помогали восстановить пост Крейга в Дандас-Харборе, уничтоженный пожаром в начале года. В результате команда Бернье столкнулась с перспективой зимовки, не имея достаточного количества угля, и с протекающим корпусом корабля. Однако всё-таки удалось вернуться, успешно завершив 82-дневный рейс, так как в Дандасе имелись угольные пласты, выходящие на поверхность земли.
Плавание 1925 года оказалось последним. При отплытии 1 июля «Арктик» чиркнул боком о корпус проходящего корабля, сорвав и разбив одну из шлюпок. Далее произошла авария паровой машины, которую срочно исправляли в Л’Иле. Неделя понадобилась, чтобы дойти до острова Антикости. Сезон оказался холоднее обычного с постоянно штормовой погодой, водой была залита кочегарка, а айсберги встретили уже у Лабрадора. У Баффиновой Земли команда на 14 дней застряла в ледяных полях и с великим трудом отошла к свободной воде. Во время шторма 74-летний Бернье получил сильный удар в грудину, сломал несколько рёбер и получил ушиб сердца. Явно наметился и конфликт Бернье с полицейским командиром Маккензи, который раньше командовал постом на Юконе. 19 августа «Арктик» прибыл в Эта, где располагалось судно снабжения «Пири» и яхта Дональда Макмиллана «Боудин». В сезон 1925 года Ричард Бэрд и Макмиллан испытывали летающие лодки для исследований Северного Ледовитого океана. 12 октября квебекская газета L’Événement de Québec отметила «счастливое возвращение» моряков. На прямой вопрос журналиста, уйдёт ли Жозеф Бернье на покой, капитан не стал давать отрицательного ответа.

### Последние годы жизни (1926—1934)

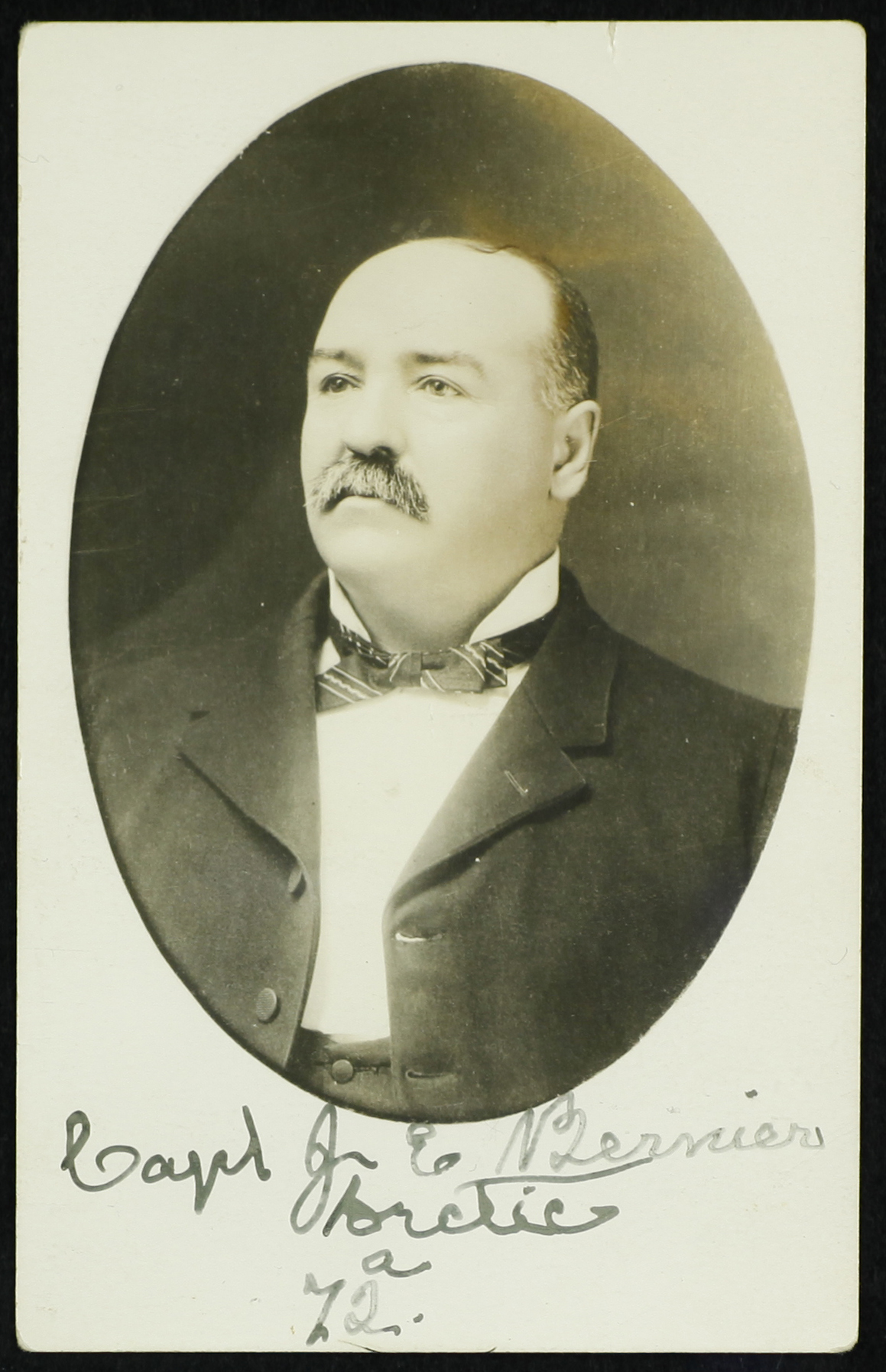
Капитан Бернье в 72-летнем возрасте

Завершив арктические плавания, капитан Бернье не захотел осесть на берегу. В навигацию 1926 года он был нанят ньюфаундлендской фирмой Job Brothers на ледокольный пароход «Boethic», который должен был заменить «Арктика» для снабжения баз Королевской конной полиции и Арктического патруля. В 1927 году Бернье служил на океанском буксире «Ocean Eagle», который обеспечивал проводку между Галифаксом и устьем Черчилла, летом 1928 года контракт с ним был возобновлён, так как требовался опытный судоводитель для каравана угольных барж. Правительство также привлекало его как эксперта, когда обсуждался вопрос строительства железной дороги до побережья Гудзонова залива. Далее встал вопрос о пенсии, поскольку Жозеф-Эльзеар Бернье достиг 75-летнего возраста. Ему была назначена персональная пенсия от Министерства внутренних дел размером 2400 долларов в год.
В 1926 году Бернье стал искать потенциального издателя своих мемуаров, на что откликнулось монреальное издательство Louis Carrier & Co, контракт с которым был подписан 21 сентября. Издательство наняло журналиста Блодвена Дэвиса для литературной обработки материалов, поскольку капитан решил подготовить два тома: о своей работе в торговом флоте и арктических плаваниях. Одних фотографий набралось 16 альбомов. Работа неимоверно растянулась, из переписки мая 1931 года следует, что не хватало двух или трёх глав для завершения первого тома, а с Дэвисом так и не расплатились. Далее типография Карьера разорилась, и её активы были перекуплены фирмой из Торонто Warwick Brothers & Rutler Ltd, которая по суду расторгла договор; издержки самого Бернье составили около 500 долларов. У Бернье нарастало желание быть признанным на официальном уровне, которое постепенно принимало форму мании. В мае 1931 года он обратился в офис премьер-министра с предложением возвести его в рыцарское достоинство за многолетнюю службу Британской империи, и выражал обиду, что его «зажимают» по причине франко-канадского происхождения. В 1934 году Бернье участвовал в праздновании 400-летия высадки Жака Картье в Канаде как личный гость кардинала Вильнёва, от которого получил регалии папского ордена Святого Гроба Господнего Иерусалимского.
С 1930 года Бернье страдал от сердечного заболевания и суставного ревматизма — последствий арктических экспедиций. Отставной капитан построил себе загородный дом на водохранилище Боде, однако сырые квебекские зимы переносил с трудом, и предпочитал проводить холодное время года в Ванкувере или даже на Бермудских и Багамских островах. В декабре 1934 года последовало резкое ухудшение здоровья; 16 числа после сердечного приступа Бернье оказался полностью парализован, хотя и узнавал близких и пытался читать молитвы «уголками губ». В таком состоянии он провёл десять дней, бюллетени о состоянии его здоровья передавались по радио Квебека. Жозеф-Эльзеар Бернье скончался в окружении родных и представителей духовенства в четыре часа утра 26 декабря 1934 года, в среду. Отпевание прошло в церкви Нотр-Дам-де-Леви 29 декабря. По завещанию вдове отошли 30 000 долларов наличными, и недвижимость в Леви, Монреале, на озере Боде на 42 000 долларов. Брату Альфреду переходила пожизненная рента в 300 долларов, и дополнительно 500 после кончины Альмы Бернье. Ни сестра Генриетта, ни приёмная дочь Альмина в завещании не упоминались. Прах капитана упокоился в семейной часовне вместе с отцом и матерью и первой женой; в середине века мавзолей был заброшен и подвергся вандализму; в 1984 году благодаря попечению краеведа Жанны Куде прах был перезахоронен и на средства правительственного гранта было установлено новое надгробие.

## Память

### Награды. Объекты, названные в честь Жозефа Бернье
При жизни Жозеф-Эльзеар Бернье не удостоился правительственных наград. По мнению писательницы Маржолен Сен-Пьер, отчасти, это происходило из-за двойственного статуса капитана, который перешёл на правительственную службу из торгового флота и был франко-канадцем. Националистически настроенные квебекцы считали Бернье «продавшимся англичанам». В 1909 году он был избран действительным членом нью-йоркского Клуба первооткрывателей и Королевского географического общества, и в 1925 году удостоен «Награды Джорджа Бака». В том же году он удостоился золотой медали от Квебекского географического общества. Также капитан был членом Американского и Испанского географических обществ, а также Шотландского королевского географического общества. В 1933 году Жозеф Бернье получил благословение папы римского Пия XI и членство в Ордене Святого Гроба Господнего Иерусалимского.
1 января 1961 года его имя было внесено в реестр лиц национального исторического значения Канады. В 1962 году памятник в виде глобуса с обозначенным Канадским Арктическим архипелагом и подписью на постаменте «Бернье» был установлен у церкви Нотр-Дам де Бонсикур в Квебеке, а потом перенесён в Морской музей Л’Иле-сюр-Мер. 15 сентября 2016 года постановлением Министерства культуры и массовых коммуникаций провинции Квебек Ж. Бернье был внесён в список лиц особого исторического значения Квебека. В Л’Иле, на месте рождения капитана (55 des Pionniers Road East) установлена мемориальная доска.
В 1977 году вышла почтовая марка с портретом Бернье.
В честь капитана Бернье именовался ледокол Канадской береговой охраны CCGS J.E. Bernier, находившийся в строю в 1967—2006 годах.

### Историография
Так и не законченные воспоминания Бернье были подготовлены к печати его вдовой и вышли в свет в 1939 году в сильно сокращённом виде. В приложении к книге перечислены 109 судов, которыми он командовал с 1869 по 1929 годы. В 1957 году вышла популярная биография капитана Бернье «The True North: The Story of Captain Joseph Bernier», написанная Томасом Фэрнли и Чарльзом Израэлем. Жильберта Трембле в 1959 году выпустила книгу на французском языке «Bernier, capitaine à 17 ans», и в 1967 году её сын Жак Трембле опубликовал книгу «Captain White Bear: The Story of Captain Joseph Bernier». В 1977 году Департамент по делам индейцев и народов Севера выпустил исследование Иоланды Дорион-Робитай (на французском и английском языках): «Капитан Ж.-Э. Бернье и канадский суверенитет в Арктике». Объёмную монографическую биографию посвятила Бернье канадская писательница Маржолен Сен-Пьер, издание на французском языке вышло в Монреале в 2005 году, и в 2009-м был опубликован перевод на английский язык. В рецензии Дженис Кейвелл (Министерство международных дел Канады) подчёркивалось, что подобного рода биография сильно запоздала. Отчасти, это объясняется «героическим» характером изложения, в то время как исторические претензии Канады на Арктический архипелаг не основывались на результатах путешествий Бернье. В результате книга изобилует мельчайшими подробностями: целая глава посвящена выяснению, в каком именно из семейных домов Бернье родился Жозеф-Эльзеар («это более напоминает биографию Наполеона или Авраама Линкольна»), приведены подробнейшие генеалогии самого Бернье и двух его жён и приёмной дочери, и даже указывается, где именно и как Жозеф провёл каждый из своих дней рождения. Факт, что книга основана почти исключительно на материалах семейного архива, не позволило вписать Бернье в исторический контекст. Идеализация героя привела к тому, что критика методов капитана в дневниках и переписке членов его экипажа отвергается как «зависть». Впрочем, хроника жизни имеет огромную ценность, в том числе и как жизнеописание очень нестандартного франко-канадца, не похожего на своих современников.

### Первоисточники
- Report on the Dominion government expedition to the Arctic Islands and Hudson Strait on board the C. G. S. «Arctic» 1906—1907 / by Captain J. E. Bernier. — Ottawa : Printed by C. H. Parmelee, Printer to the King, 1909. — 127 p.
- Report on the Dominion of Canada Government expedition to the Arctic Islands and Hudson Strait on board the D. G. S. «Arctic» :  [англ.] / by Captain J. E. Bernier. — Ottawa : Govt. Printing Bureau, 1910. — xxxix, 529 p.
- Report on the Dominion Government Expedition to the Northern Waters and Arctic Archipelago of the D. G. S. «Arctic» in 1910: Under Command of J. E. Bernier, Officer in Charge and Fishery Officer. — Ottawa : Department of Marine and Fisheries, 1911. — 161 p.
- Master mariner and Arctic explorer : a narrative of sixty years at sea from the logs and yarns of Captain J. E. Bernier / with an introduction by E. T. for Mrs. J. E. Bernier, with a foreword by William Wood. — Ottawa, Ont. : Printed by Le Droit, 1939. — 409 p.
  - Les mémoires de J. E. Bernier :  [фр.] / Traduit par : Paul Terrien. — Montréal : Quinze, 1983. — 205 p. — ISBN 2-89026-319-3.

### Монографии и статьи
- Cavell J. Acts of occupation : Canada and Arctic sovereignty, 1918-25 / Janice Cavell and Jeff Noakes. — Vancouver, Toronto : UBC Press, 2010. — xii, 333 p. — ISBN 978-0-7748-1867-4.
- Cavell J. 978-0-9812405-4-1-sof.pdf Review: [JOSEPH-ELZÉAR BERNIER: CHAMPION OF CANADIAN ARCTIC SOVEREIGNTY, 1852–1934. Marjolaine Saint-Pierre. Translated by William Barr. Montréal: Baraka Books. 371 p, illustrated, hard cover ISBN 978-0-9812405-4-1, soft cover ISBN 978-0-9812405-1-0] // Polar Record. — 2011. — Vol. 47, no. 1. — P. 91—92. — doi:10.1017/S0032247409990593.
- Cavell J. Sector claims and counter-claims: Joseph Elzéar Bernier, the Canadian government, and Arctic sovereignty, 1898—1934 // Polar Record. — 2013. — Vol. 50, no. 3. — P. 293–310. — doi:10.1017/s0032247413000466.
- Dorion-Robitaille Y. Le capitaine J.-E. Bernier et la souveraineté du Canada dans l'Arctique :  [фр.]. — Ottawa : Ministère des Affaires indiennes et du Nord, 1978. — 110 p. — ISBN 0-660-01847-0.
- Finnie R. S. Joseph Elzéar Bernier (1852-1934) // Arctic. — 1986. — Vol. 39, no. 3. — P. 272—273. — JSTOR 40510494.
- Harper K. Bernier, Joseph-Elzéar // Encyclopedia of the Arctic / Ed. by Mark Nuttall. — London and New York : Routledge, 2005. — Vol. I: A—F. — P. 239—240. — xliii, 695 p. — ISBN 1-57958-437-3.
- Kenney G. Ships of Wood and Men of Iron: A Norwegian-Canadian Saga of Exploration in the High Arctic. — Regina, Saskatchewan : Canadian Plains Research Center, University of Regina, 2005. — xii, 135 p. — ISBN 0-88977-168-5.
- MacEachern A. J. E. Bernier’s Claims to Fame // Scientia Canadensis: Canadian Journal of the History of Science, Technology and Medicine / Scientia Canadensis : revue canadienne d’histoire des sciences, des techniques et de la médecine. — 2010. — Vol. 33, no. 2. — P. 43—73.
- Mills W. I. Bernier, Joseph-Elzéar (1852—1934) // Exploring polar frontiers : a historical encyclopedia. — Santa Barbara, California : ABC-CLIO, Inc, 2003. — P. 85—87. — xlvi, 797 p. — ISBN 1-57607-422-6.
- Saint-Pierre M. Joseph-Elzéar Bernier : capitaine et coureur des mers, 1852—1934 :  [фр.]. — Sillery (Québec) : Les éditions du Septentrion, 2005. — 368 p. — ISBN 978-2-89448-409-8.
- Zaslow M. The opening of the Canadian north 1870—1914. — Toronto : McClelland & Stewart, 1971. — xii, 340 p. — (The Canadian Centanery Series, no 16). — ISBN 0-7710-9072-2.
- Теребов О. В. Канадский полярный мореплаватель Жозеф-Эльзеар Бернье // США и Канада: экономика, политика, культура. — 2015. — № 3. — С. 74—90.